# Уилям Пен
Уилям Пен (на английски: William Penn) (14 октомври 1644 г. – 30 юли 1718 г.) е основателят на Пенсилванската провинция – английската северноамериканска колония, която става впоследствие американския щат Пенсилвания.
Роден е във видно английско англиканско семейство, но на 22 г. става квакер, какъвто остава до края на живота си. Многократно е пращан в затвора за квакерските си убеждения по време на гоненията срещу тях в Англия, когато англиканството е официална религия в страната. Той получава територията, която съответства на днешния щат Пенсилвания от английския крал Чарлз II за заем към бащата на Пен, който трябвало да погаси.
По време на жизнения си път Уилям не успява да спечели пари от колонията и е привикан в Англия, където е съден за дългове и умира в безпаричие.